# 鈴鹿サーキット稲生駅
鈴鹿サーキット稲生駅（すずかサーキットいのうえき）は、三重県鈴鹿市稲生西三丁目にある、伊勢鉄道伊勢線の駅である。駅番号は6。

## 歴史
- 1973年（昭和48年）9月1日：日本国有鉄道伊勢線の稲生駅として開業[1]。旅客扱いのみ[2]の無人駅[3]。
- 1987年（昭和62年）3月27日：国鉄伊勢線が伊勢鉄道に転換し、同鉄道の駅となると同時に鈴鹿サーキット稲生駅に改称[1]。

## 駅構造
相対式ホーム2面2線を持つ、盛土上の高架駅。プラットホームのみで駅舎は持たない。上下線ホームで入口が分かれており、各ホームへは直接階段で上る。一方のホームから他方のホームに渡るには線路下の通路を通る。鈴鹿サーキットでのイベント開催時の臨時列車や臨時停車を考慮して、ホームは6両編成の列車が停車できる長さになっている。
通常は無人駅だが、鈴鹿8時間耐久ロードレースやF1世界選手権日本グランプリ開催時は、乗車券発売所・精算所および仮設トイレが臨時で設置される。なお、臨時停車に関する解説は後述する。

### のりば
| 番線   | 路線    | 方向 | 行先               |
| ------ | ------- | ---- | ------------------ |
| (東側) | ■伊勢線 | 下り | 津・松阪方面       |
| (西側) | ■伊勢線 | 上り | 四日市・名古屋方面 |

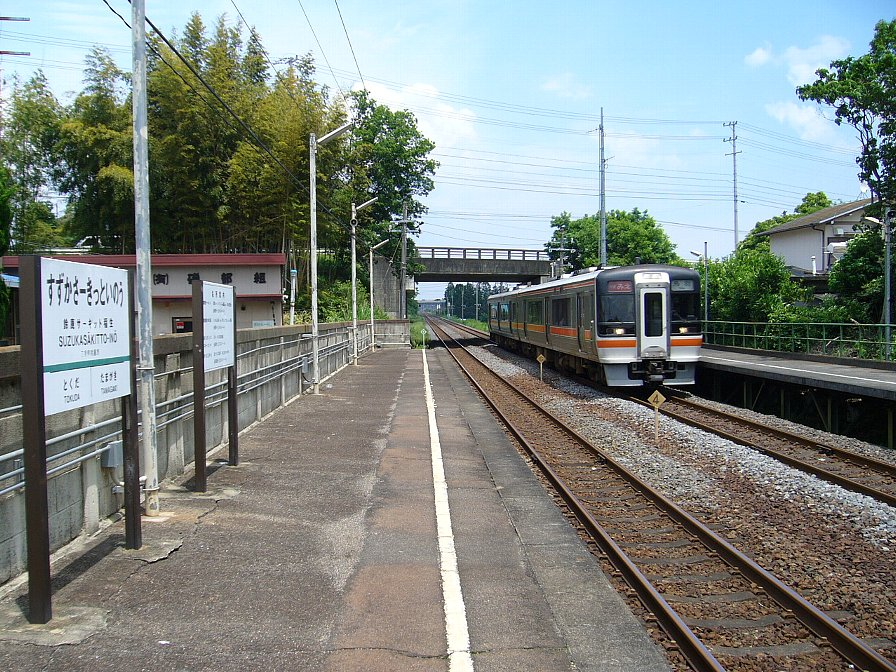
快速「みえ5号」が通過（2006年5月）

※ 案内上ののりば番号は割り当てられていない。

## 臨時停車
鈴鹿サーキットで下記のイベントが開催される日は記載された列車が臨時停車する（※臨時特急「鈴鹿グランプリ」は当駅を始終着とする）。なお、この時は伊勢鉄道に所属する車輌が総動員となり、予備車が無くなるため、普通列車以外の各列車はJR東海の車両が使用される。
鈴鹿8時間耐久ロードレース、SUPER GT
快速「みえ」の一部が列車。
FIA・F1世界選手権日本グランプリ
臨時特急「鈴鹿グランプリ」・快速「みえ」・臨時快速の全列車と、特急「南紀」の一部が列車。
備考
- 臨時快速は当駅 - 桑名駅・名古屋駅などを運行する。なお、特急「南紀」と快速「みえ」は上記以外のビッグタイトルがかかっているレース時に臨時停車を行うことがある。
- 当駅には待避線や渡り線、引き上げ線が存在しないので、当駅始発・終着の臨時列車は津駅、四日市駅または玉垣駅 - 当駅間を回送列車として運転する。
- 開催日の臨時列車運行時間帯は運賃が駅収受となる。通常の普通列車はワンマン運転のため車内収受である。自動券売機がないためワンマン運転の普通列車で当駅から乗車する場合は乗車整理券を取って下車駅で精算となる。

## 利用状況
輸送実績（乗車人員）の単位は人であり、年度での総計値を示す。年度間の比較に適したデータである。乗降人員調査結果は任意の1日における値（単位：人）である。表中、最高値を赤色で、最高値を記録した年度以降の最低値を青色で、最高値を記録した年度以前の最低値を緑色で表記している。
| 年度別利用状況（鈴鹿サーキット稲生駅） | 年度別利用状況（鈴鹿サーキット稲生駅） | 年度別利用状況（鈴鹿サーキット稲生駅） | 年度別利用状況（鈴鹿サーキット稲生駅） | 年度別利用状況（鈴鹿サーキット稲生駅） | 年度別利用状況（鈴鹿サーキット稲生駅） | 年度別利用状況（鈴鹿サーキット稲生駅） | 年度別利用状況（鈴鹿サーキット稲生駅） | 年度別利用状況（鈴鹿サーキット稲生駅）           |
| 年度                                   | 当駅分輸送実績（乗車人員）：人／年度   | 当駅分輸送実績（乗車人員）：人／年度   | 当駅分輸送実績（乗車人員）：人／年度   | 当駅分輸送実績（乗車人員）：人／年度   | 当駅分輸送実績（乗車人員）：人／年度   | 乗降人員調査結果 人／日                | 乗降人員調査結果 人／日                | 特記事項                                         |
| -------------------------------------- | -------------------------------------- | -------------------------------------- | -------------------------------------- | -------------------------------------- | -------------------------------------- | -------------------------------------- | -------------------------------------- | ------------------------------------------------ |
| 年度                                   | 通勤定期                               | 通学定期                               | 定期外                                 | 合 計                                  | 一日 平均                              | 調査日                                 | 調査結果                               | 特記事項                                         |
| 1986年（昭和61年）                     | 10                                     | ←←←←                                   | 3,315                                  | 3,325                                  |                                        |                                        |                                        | 国鉄より転換・開業                               |
| 1987年（昭和62年）                     | 11,880                                 | ←←←←                                   | 17,237                                 | 29,117                                 |                                        |                                        |                                        | この年より鈴鹿サーキットでF1日本グランプリ開催。 |
| 1988年（昭和63年）                     | 17,490                                 | ←←←←                                   | 14,481                                 | 31,971                                 |                                        |                                        |                                        |                                                  |
| 1989年（平成元年）                     | 20,430                                 | ←←←←                                   | 22,933                                 | 43,363                                 |                                        |                                        |                                        |                                                  |
| 1990年（平成2年）                      | 19,200                                 | ←←←←                                   | 39,297                                 | 58,497                                 |                                        |                                        |                                        | 快速「みえ」運行開始。                           |
| 1991年（平成3年）                      | 15,900                                 | ←←←←                                   | 51,762                                 | 67,662                                 |                                        |                                        |                                        |                                                  |
| 1992年（平成4年）                      | 17,460                                 | ←←←←                                   | 48,406                                 | 65,866                                 |                                        |                                        |                                        |                                                  |
| 1993年（平成5年）                      | 21,450                                 | ←←←←                                   | 47,855                                 | 69,305                                 |                                        |                                        |                                        |                                                  |
| 1994年（平成6年）                      | 29,100                                 | ←←←←                                   | 47,519                                 | 76,619                                 |                                        |                                        |                                        |                                                  |
| 1995年（平成7年）                      | 28,080                                 | ←←←←                                   | 46,107                                 | 74,187                                 |                                        |                                        |                                        |                                                  |
| 1996年（平成8年）                      | 27,360                                 | ←←←←                                   | 47,107                                 | 74,467                                 |                                        |                                        |                                        |                                                  |
| 1997年（平成9年）                      | 25,830                                 | ←←←←                                   | 30,713                                 | 56,543                                 |                                        |                                        |                                        |                                                  |
| 1998年（平成10年）                     | 29,430                                 | ←←←←                                   | 32,664                                 | 62,094                                 |                                        |                                        |                                        |                                                  |
| 1999年（平成11年）                     | 36,480                                 | ←←←←                                   | 32,740                                 | 69,220                                 |                                        |                                        |                                        |                                                  |
| 2000年（平成12年）                     | 36,780                                 | ←←←←                                   | 39,064                                 | 75,044                                 |                                        |                                        |                                        |                                                  |
| 2001年（平成13年）                     | 33,060                                 | ←←←←                                   | 41,678                                 | 74,738                                 |                                        |                                        |                                        |                                                  |
| 2002年（平成14年）                     | 36,450                                 | ←←←←                                   | 42,407                                 | 78,857                                 |                                        |                                        |                                        |                                                  |
| 2003年（平成15年）                     | 38,610                                 | ←←←←                                   | 41,103                                 | 79,713                                 | 218                                    |                                        |                                        |                                                  |
| 2004年（平成16年）                     | 37,620                                 | ←←←←                                   | 35,797                                 | 73,417                                 | 201                                    |                                        |                                        |                                                  |
| 2005年（平成17年）                     | 39,120                                 | ←←←←                                   | 39,401                                 | 78,521                                 | 215                                    |                                        |                                        |                                                  |
| 2006年（平成18年）                     | 40,830                                 | ←←←←                                   | 43,967                                 | 84,797                                 | 232                                    |                                        |                                        |                                                  |
| 2007年（平成19年）                     | 43,140                                 | ←←←←                                   | 9,303                                  | 52,443                                 | 143                                    |                                        |                                        | この年よりF1が富士スピードウェイでの開催となる。 |
| 2008年（平成20年）                     | 39,300                                 | ←←←←                                   | 9,581                                  | 48,881                                 | 134                                    |                                        |                                        |                                                  |
| 2009年（平成21年）                     | 38,310                                 | ←←←←                                   | 33,828                                 | 72,138                                 | 198                                    |                                        |                                        | F1が再び鈴鹿サーキットでの開催となる。           |
| 2010年（平成22年）                     | 37,740                                 | ←←←←                                   | 27,097                                 | 64,837                                 | 178                                    |                                        |                                        |                                                  |
| 2011年（平成23年）                     | 33,720                                 | ←←←←                                   | 29,079                                 | 62,799                                 | 172                                    |                                        |                                        |                                                  |
| 2012年（平成24年）                     | 40,950                                 | ←←←←                                   | 30,353                                 | 60,563                                 | 166                                    |                                        |                                        |                                                  |
| 2013年（平成25年）                     | 30,620                                 | ←←←←                                   | 32,416                                 | 63,036                                 | 173                                    |                                        |                                        |                                                  |

## 駅周辺
鈴鹿サーキットの最寄り駅の1つ（徒歩で約25分）である。同サーキットは駅から西へやや離れた所にあり、駅から東へやや離れた所を通る国道23号（現道）との間を結ぶ道路には「サーキット道路」という愛称が付いている。なお、当駅から直接サーキットへ向かうバス路線は存在しない。
- 鈴鹿サーキット
- 三重県立稲生高等学校
- 鈴鹿稲生郵便局
- 稲生城跡[5]
- 伊奈冨（）神社[6] - ツツジの名所であり、「つつじ山」とも呼ばれる[7]。
- 中勢バイパス（国道23号バイパス）
- 三重県道563号稲生山線
- 三重県道645号上野鈴鹿線
- サーキット道路
- 鈴鹿市コミュニティバス（C-BUS）「サーキット稲生駅口」停留所 - 太陽の街・平田線

## 隣の駅
伊勢鉄道
■伊勢線
■快速「みえ」
通過
■普通
玉垣駅 (5) - 鈴鹿サーキット稲生駅 (6) - 徳田駅 (7)
（※鈴鹿サーキットでイベントが開催される日は、臨時停車に記した列車も停車する(先述)）